# Kamenný Újezd
Kamenný Újezd (deutsch Steinkirchen) ist eine Gemeinde in Tschechien. Sie liegt neun Kilometer südlich des Stadtzentrums von Budweis (České Budějovice).

## Geographie
Kamenný Újezd liegt  auf einer Hochfläche zwischen den Tälern der Moldau und Maltsch. Durch Kamenný Újezd verläuft die Bahnstrecke St. Valentin–České Budějovice sowie die Dálnice 3. Auch die Europastraße 55 als Teil der Silnice I/3 und Silnice I/39 verläuft durch den Ort.
Südlich vom Ortskern fließt der Fluss Bukovský potok, im Westen des Gemeindegebiets fließt der Třebonínský potok mit seinem Zufluss Svinecký potok. Im Südwesten der Gemeinde liegt unter anderem der See Štilec, an dem von Mai bis September ein Autocampingplatz besteht. Weitere Seen im Ortsgebiet sind Čekanov, Jizba, Punčocha und Široký rybnik.
An Kamenný Újezd grenzen Boršov nad Vltavou, Doudleby, Plav, Římov, Včelná und Vrábče im Okres České Budějovice sowie Chlumec u Českých Budějovic und Dolní Třebonín im Okres Český Krumlov.

## Geschichte

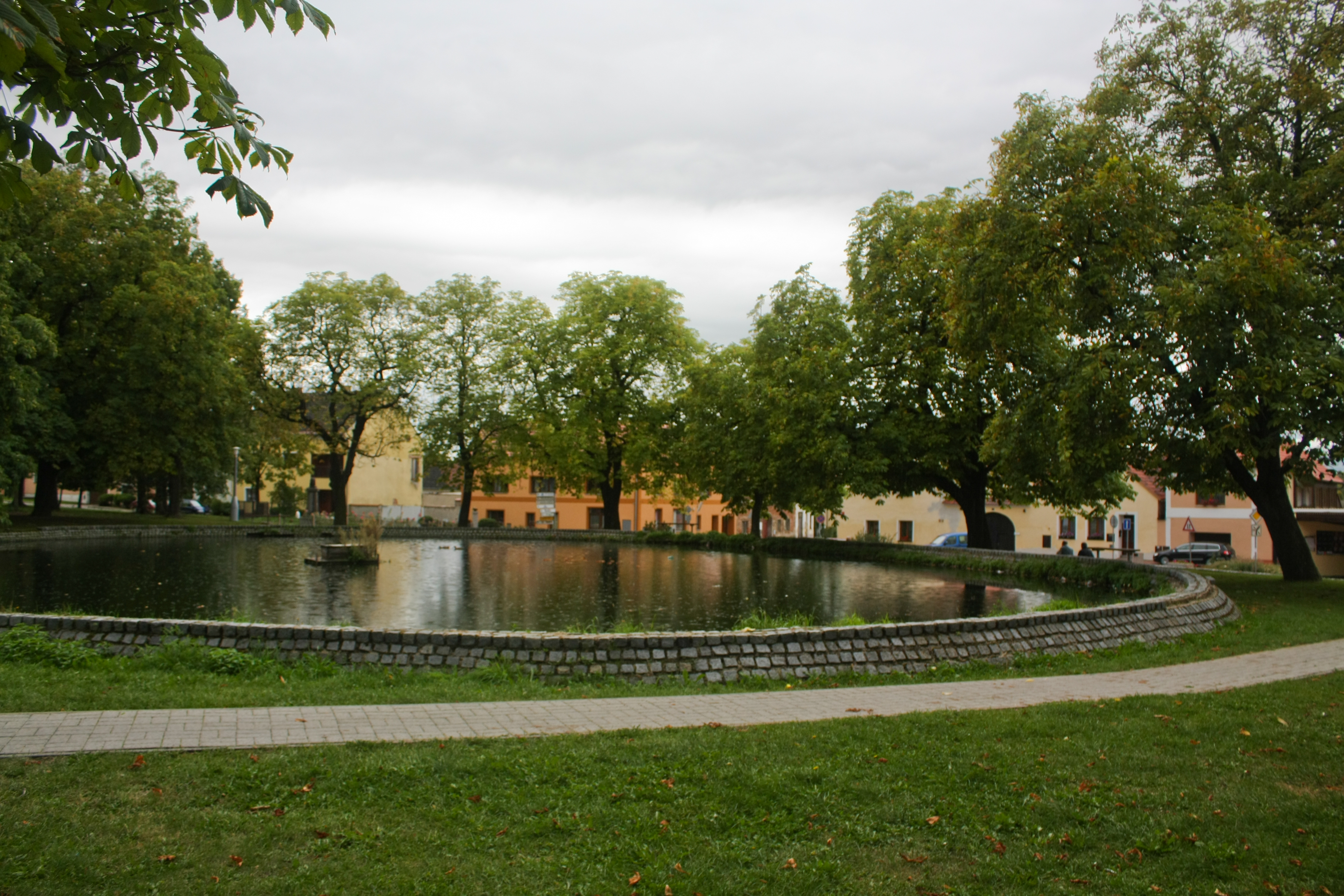
Kamenný Újezd, Dorfteich

Der Ort war vermutlich Sitz der Ritter de Wgezt (Ujezd), die zu Beginn des 13. Jahrhunderts zwischen Moldau und March ansässig waren. Erstmals urkundlich ist der Ort 1263 nachweisbar, als Wernherus de Steynchirchen als Zeuge bei der Stiftung des Klosters Goldenkron genannt wurde. Im selben Jahre trat auch ein Michael de Wgezt als Verkäufer des Ortes Záhoří an das Kloster Hohenfurth in Erscheinung.
Steinkirchen wurde am Kreuzungspunkt eines alten Handelsweges zwischen Böhmen und Österreich mit einem Furtweg durch die Maltsch und die Moldau angelegt. Zentrum des Ortes bildete ein langgestreckter Dorfanger, die Kirche und eine daneben befindliche Veste. In der Mitte des 14. Jahrhunderts genügte die alte Veste im Dorf nicht mehr den Ansprüchen der de Wgezt, und sie errichteten westlich des Ortes in den Felsen über der Moldau die Burg Maškovec, die zu ihrem Sitz wurde. Durch Erbteilungen erfolgte eine Zersplitterung der Herrschaft, die 1455 in den Besitz der Rosenberger gelangte. Im 15. Jahrhundert verschmolzen die benachbarten Orte Češnovice und Libský vollständig mit Újezd. In Steinkirchen entwickelte sich ein reges Handelsleben und es genoss die Privilegien eines adligen Mediatstädtchens. Der Ort besaß 5 Mälzereien, 24 Schankwirtschaften und schankberechtigte Häuser sowie mindestens 5 Gastwirtschaften. 1464 verlor es nach Streitigkeiten mit der Stadt Budweis diesen unbegründeten Status und fiel unter die Bannmeile der Stadt. Die Rosenberger ignorierten dies und erleichterten weiterhin die Ansiedlung unterschiedlicher Handwerke; das Steinkirchener Bier wurde heimlich nach Budweis eingeführt und im Weichbild der Stadt verkauft. 1552 erhielt Steinkirchen schließlich Stadtrecht.
Zur Umgehung der Bannmeile erhielt Jakob Krčín von Jelčany 1564 die Konzession zur Errichtung eines Brauereihofes im südöstlich gelegenen Plavnice, dessen Bier nun in Steinkirchen verkauft wurde. 1579 entstand in Plavnice auch eine Mühle mit Teich.
Wegen Überschuldung musste der letzte Rosenberger Peter Wok 1602 die Herrschaft Krumau, zu der auch Steinkirchen gehörte, an Kaiser Rudolf II. verkaufen. Der Dreißigjährige Krieg brachte der Stadt den Niedergang und das Stadtrecht erlosch. Die Handelsstraße nach Österreich diente nun dem Durchzug von Truppen, Steinkirchen wurde gebrandschatzt und über die Hälfte der Gebäude fielen wüst. 1622 wurde Hans Ulrich von Eggenberg neuer Grundherr, nach dem Aussterben der Familie ging der Besitz 1719 an die Schwarzenberger über.
Mit der Ablösung der Grundherrschaft in Böhmen bildete Steinkirchen seit 1849 eine eigenständige Gemeinde. 1913 lebten in der Gemeinde Steinkirchen 1507 Einwohner, davon 1499 Tschechen und 7 Deutsche. Der Ort Steinkirchen hatte 1317 Bewohner, von denen 1312 tschechischer und 4 deutscher Nationalität waren, in Freiles waren von den 190 Bewohnern 187 Tschechen und 3 Deutsche.
Am 1. November 1975 wurden die Orte Březí, Bukovec, Radostice, Rančice, Opalice, Kosov, Krasejovka und Milíkovice nach Kamenný Újezd eingemeindet.

## Gemeindegliederung
Die Gemeinde Kamenný Újezd besteht aus folgenden Ortsteilen:
- Březí (Freiles)
- Bukovec
- Kamenný Újezd
- Kosov (Kossau)
- Krasejovka (Krassau)
- Milíkovice (Millikowitz)
- Opalice (Oppalitz)
- Radostice (Radostitz) und
- Rančice (Rantschitz)

Zu Kamenný Újezd gehören außerdem die Wohnplätze Adam, Bartochov, Bednářství, Borek (Bourek), Hevel, Houška, Hvízdalka, Mašek, Na Dolech, Otmanka (Ottmanka), Ovčín, Plavnice, Strnad, U Burdů (Burda), U Kotka und Vurm. Grundsiedlungseinheiten sind Březí, Bukovec, Kamenný Újezd, Kosov, Krasejovka, Milíkovice, Na Dolech, Opalice, Otmanka, Plavnice, Radostice und Rančice.
Das Gemeindegebiet gliedert sich in die Katastralbezirke Kamenný Újezd, Kosov u Opalic, Krasejovka, Opalice und Otmanka.

## Bevölkerungsentwicklung
| Jahr      | 1869 | 1880 | 1890 | 1900 | 1910 | 1921 | 1930 | 1950 | 1961 | 1970 | 1980 | 1991 | 2001 | 2011 | 2021 |
| --------- | ---- | ---- | ---- | ---- | ---- | ---- | ---- | ---- | ---- | ---- | ---- | ---- | ---- | ---- | ---- |
| Einwohner | 1720 | 1902 | 1949 | 2019 | 2227 | 2215 | 2171 | 1955 | 1970 | 1949 | 1987 | 1819 | 1845 | 2160 | 2462 |

## Wappen
Beschreibung: Blau mit goldenem Pfeil, die Spitze aufwärts, und silbernem Fieder ist gespalten in Silber mit einer roten Rose mit goldenem Butzen geteilt in Gold mit drei schwarzen Schräglinksbalken.

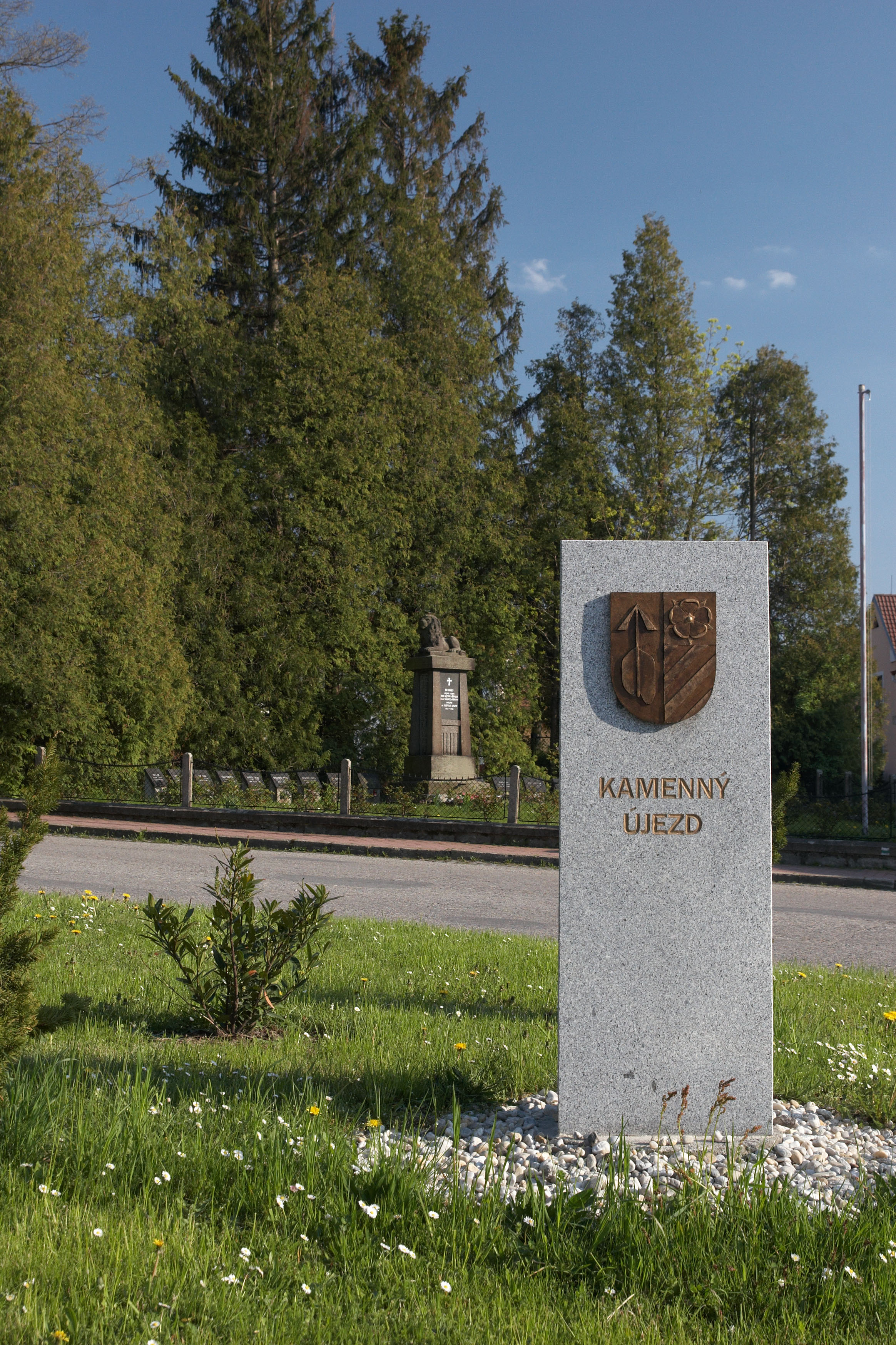

## Partnergemeinde
- Krauchthal

## Sehenswürdigkeiten
- Die Pfarrkirche Allerheiligen bestand bereits 1263 als steinerner Bau; von ihr leitet sich der deutsche Name Steinkirchen ab. Seit 1383 gibt es schriftliche Überlieferungen zum Patronat. Sakristei und Presbyterium wurden um 1500 im gotischen Stil errichtet. Die Glocken, Altäre und Bildsäulen stammen aus dem 16. und 17. Jahrhundert. Ab 1690 erfolgte der Turmbau und zu Beginn des 18. Jahrhunderts erhielt die Kirche ihre barocke Gestalt. In den Jahren 1995 und 1999 erfolgten Restaurierungsarbeiten.
- Das neben der Kirche befindliche Pfarrhaus ist seit 1290 nachweisbar.
- Die Säule des Hl. Johannes von Nepomuk in Plavnice wurde 2005 restauriert

## Söhne und Töchter der Gemeinde
- Václav Reischl (* 1947), tschechischer Fotograf und Dokumentarfilmer